# Tylophora cycleoides
Tylophora cycleoides är en oleanderväxtart som beskrevs av Ying Tsiang. Tylophora cycleoides ingår i släktet Tylophora och familjen oleanderväxter. Inga underarter finns listade i Catalogue of Life.